# Красная книга Московской области
Красная книга Московской области — официальный документ, содержащий аннотированный список редких и находящихся под угрозой исчезновения животных, растений и грибов Московской области, сведения о их состоянии и распространении, а также необходимых мерах охраны. Учреждена Постановлением Правительства Московской области от 13 февраля 1997 года № 11/4 и впервые опубликована в 1998 году.

## Издание
В 1-е издание Красной книги Московской области, вышедшее в 1998 году вошли 296 объектов растительного мира: 209 видов сосудистых растений, 37 видов мохообразных, 3 вида водорослей, 24 вида лишайников и 23 вида грибов. Из животного мира в него включены 395 видов, в том числе: 9 видов млекопитающих, 62 вида птиц, 5 видов пресмыкающихся, 3 вида земноводных, 1 вид круглоротых, 10 видов рыб, 1 вид кольчатых червей, 8 видов моллюсков, 296 таксонов членистоногих (включая 281 таксон насекомых).
Во 2-е издание Красной книги Московской области, вышедшее в 2008 году, вошли 290 объектов растительного мира: 205 видов сосудистых растений, 23 — мохообразных, 3 — водорослей, 37 — лишайников и 22 вида грибов. Из животного мира в него включены 428 объектов: 20 видов млекопитающих, 68 видов птиц, 5 — пресмыкающихся, 4 — земноводных, 1 — круглоротых, 10 — рыб, 1 вид кольчатых червей, 6 — моллюсков, 313 таксонов членистоногих (включая 299 таксонов насекомых).
В 2018 году список объектов, занесённых в Красную книгу, был обновлён и в новое издание включено 675 видов (новых — 86, исключено — 147).

## Категории охраны
- 0 — возможно исчезнувшие (для позвоночных животных — от 20 до 50 лет, для беспозвоночных животных — от 30 до 50 лет и для растений и грибов — от 50 до 100 лет);
- I — находящиеся под угрозой исчезновения
- II — сокращающиеся в численности
- III — редкие
- IV — неопределённые по статусу
- V — восстанавливающиеся